# Amsacta luteomarginata
Amsacta luteomarginata är en fjärilsart som beskrevs av Rothschild 1910. Amsacta luteomarginata ingår i släktet Amsacta och familjen björnspinnare. Inga underarter finns listade i Catalogue of Life.